# 破羌县
破羌县，中国古县名。
西汉神爵二年（公元前60年），以处降羌置，治所在今青海省民和回族土族自治县西北。属金城郡。晋朝时废。 